# Гней Генуцій Авгурін
Гней Гену́цій Авгурі́н (лат. Gnaeus Genucius Augurinus; ? — 396 до н. е.) — політичний, державний та військовий діяч Римської республіки, військовий трибун з консульською владою 399 та 396 років до н. е.

## Життєпис
Походив з патриціанського роду Генуціїв. Син Марка Генуція Авгуріна й онук Марка Генуція Авгуріна, консула 445 року до н. е. Про молоді роки відсутні відомості.
У 399 році до н. е. його було обрано військовим трибуном з консульською владою разом з Марком Ветурієм Крассом Цікуріном, Гнеєм Дуілієм Лонгом, Луцієм Атілієм Пріском, Марком Помпонієм Руфом, Волероном Публілієм Філоном. На цій посаді разом із колегами боровся проти моровиці невідомої хвороби в Римі. Разом з тим тривала війна проти міста Вейї, племен фалісків та капенців з району Капена, що прийшли на допомогу Вейї.
У 396 році до н. е. його вдруге було обрано військовим трибуном з консульською владою разом з Луцієм Тітінієм Пансою Сакком, Луцієм Атілієм Пріском, Квінтом Манлієм Вульсоном Капітоліном, Публієм Мелієм Капітоліном, Публієм Ліцинієм Кальвом Есквіліном Молодшим. Йому було доручено воювати проти племені фалісків, проте римські війська потрапили у засідки, зазнали поразки, а Гней Генуцій загинув.